# Крупиште
Крупиште је насеље у општини Карбинци, у Северној Македонији.

## Географија
Село се налази у долини реке Брегалнице, 15 km северно од Штипа. Насеље Крупиште се налази у историјској области Овче поље. Насеље је положено у долини реке Брегалнице, на десној обали реке. Северно од насеља уздиже се побрђе Манговица. Надморска висина насеља износи 333 метара. Месна клима је блажи облик континенталне због близине Егејског мора (жарка лета).

## Историја
У 19. веку Крупиште је било део Отоманског царства. Према подацима Васила Кнчова из 1900. године, у селу је живело 144 становника, од којих су сви били Бугари хришћанске вероисповести.
На почетку 20. века село је припадало Бугарској егзархији. Према Димитру Мишеву, секретару егзархије, у 1905. години у селу Крупиште (тадашњи назив Крупишта) било је 176 Бугара егзархиста.

## Демографија
Према попису из 2002. године у насељу је живело 336 становника, а етнички састав је био следећи:
| Националност | Укупно       |
| Македонци    | 313 (93,15%) |
| Турци        | 12 (3,57%)   |
| Цинцари      | 10 (2,98%)   |
| остали       | 1 (0,30%)    |

## Значајне институције
Крупиште је познато по старој цркви Светог Николе која се налази у селу.